# Charavines
Charavines est une commune française située dans le département de l'Isère en région Auvergne-Rhône-Alpes, et autrefois rattachée à la province du Dauphiné.
La commune, qui se situe plus particulièrement dans la région naturelle des Terres froides, est une des communes adhérentes à la communauté d'agglomération du Pays voironnais.
La cité, qui, durant une courte période dénommée, fut connue sous l'appellation de Charavines-les-Bains, en raison de sa vocation balnéaire et qui fut desservie autrefois par un tramway, borde les rives sud du lac de Paladru, un lac naturel des Préalpes françaises. Le secteur lacustre du territoire communal abrite également un haut lieu archéologique français (villages néolithiques et traces d'habitat médiéval).
Les habitants se dénomment les Charavinois.

## Géographie

### Situation
- 1Carte dynamique
- 2Carte OpenStreetMap
- 3Carte topographique
- 4Carte avec les communes environnantes

La commune est située dans le sud-est de la France en région Auvergne-Rhône-Alpes, dans la partie septentrionale du département de l'Isère et plus précisément, au nord de la ville de Voiron, dans le canton du Grand-Lemps.
Le centre du bourg de Charavines se situe à environ 13 km de Voiron, ville la plus proche. Le village est également situé, par la route, à 40 km de Grenoble, préfecture de l'Isère, 86 km de Lyon, préfecture de la région Auvergne-Rhône-Alpes, 315 km de Marseille, ainsi qu'à environ 556 km de Paris.

### Description
Charavines est une petite commune rurale à vocation essentiellement agricole mais qui, du fait de sa situation au bord d'un lac naturel a pu créer une certaine forme d'activité touristique. La ville qui approche les deux mille habitants permanents à la fin de la première décennie du XXIe siècle héberge sur son territoire des plages, essentiellement privées, le lac est une propriété foncière, propriété de la Société civile du lac de Paladru fondée le 24 juin 1874, mais aussi de nombreux restaurants, hôtels et dispose d'un office de tourisme dont les locaux sont situés à proximité de la rive sud du lac. Le village est partagé en deux parties, séparées par la Fure, petite rivière qui est l'émissaire naturel du lac.

### Communes limitrophes
|      | Villages du Lac de Paladru | Bilieu  |
| Oyeu | Charavines                 | Chirens |
|      | Apprieu                    |         |

### Géologie et relief

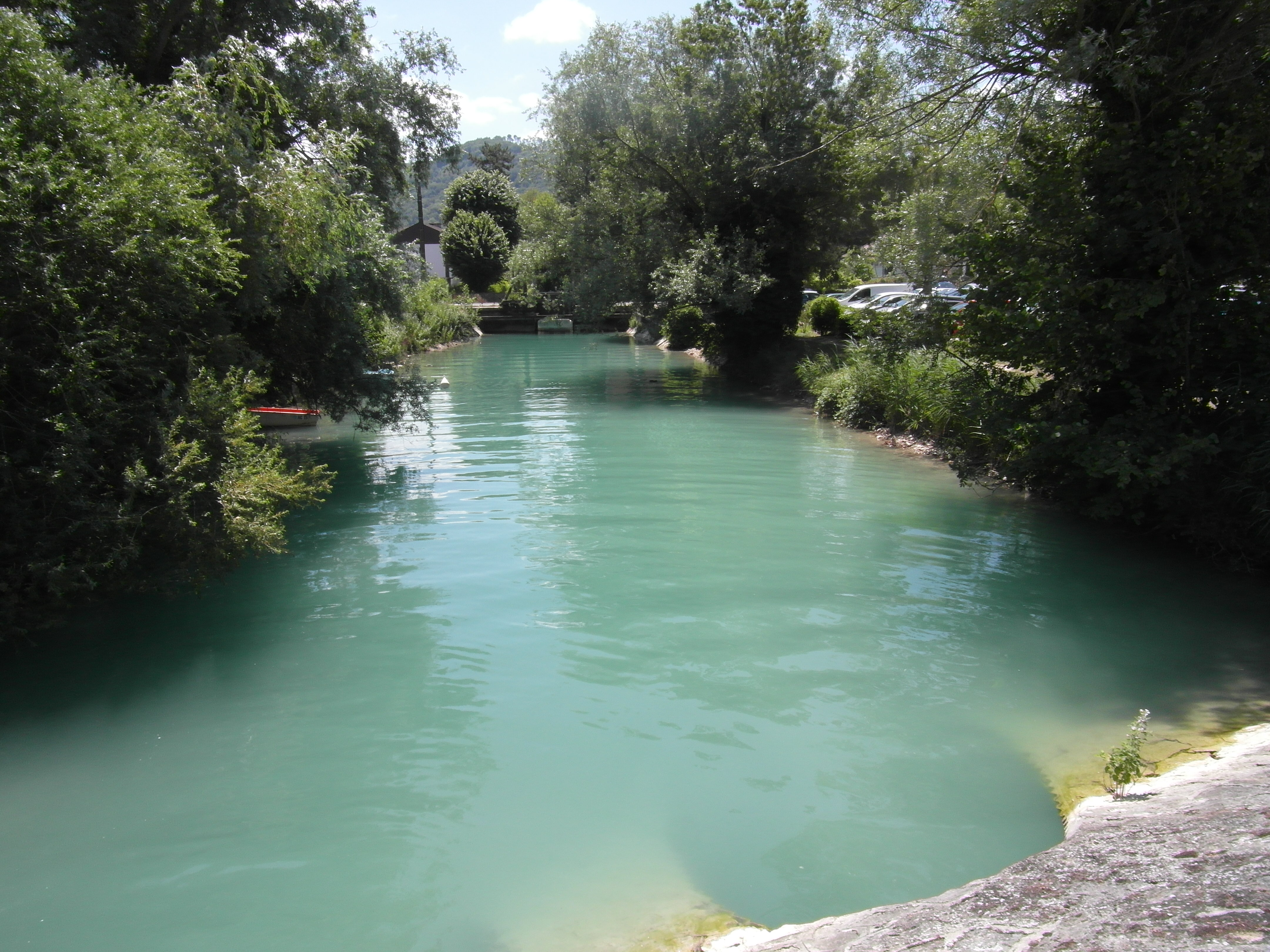
La Fure, à la sortie du lac de Paladru à Charavines

Situé à l'extrémité sud du lac de Paladru, c'est sur le territoire de Charavines que s'effectue l'évacuation du trop-plein des eaux lacustres, par un émissaire qui constitue la source de La Fure, s'écoulant, lui aussi, vers le sud.
Le plan d'eau occupe le point le plus bas d'une ancienne vallée creusée par une des langues du glacier rhodanien dans la molasse miocène à l'époque de la glaciation de Würm (ce phénomène géologique est décrit sous le nom d'ombilic glaciaire). Des formations rocheuses témoignant du passage de ce glacier affleurent presque partout sur les pentes des collines boisées qui entourent le lac. La cuvette du lac semble avoir été abandonnée par la langue glaciaire au stade IV de retrait des glaciers datant du würmien supérieur.
Le vallum morainique qui fermait cet ombilic dans sa partie sud a été creusé par le passage de la Fure, formant ainsi un vallon encaissé au sud du territoire communal. On peut ainsi observer de part et d'autre de ce vallon (secteur de Louisias et de Clermont en limite de territoire) des traces de chenaux marginaux de l'ancienne langue glaciaire qui ont donné cet aspect actuel à ce secteur.

### Hydrographie

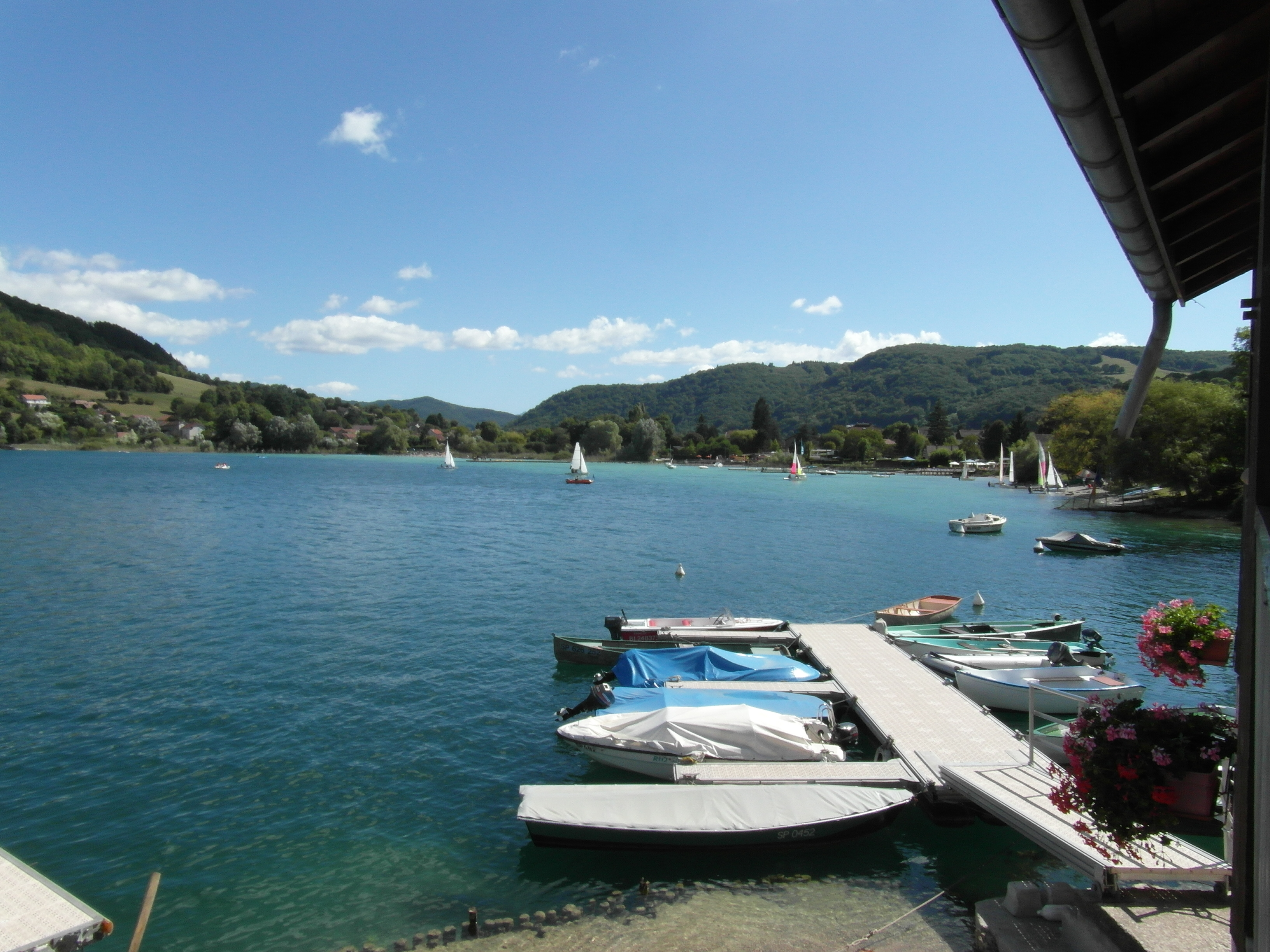
Le lac de Paladru en 2012

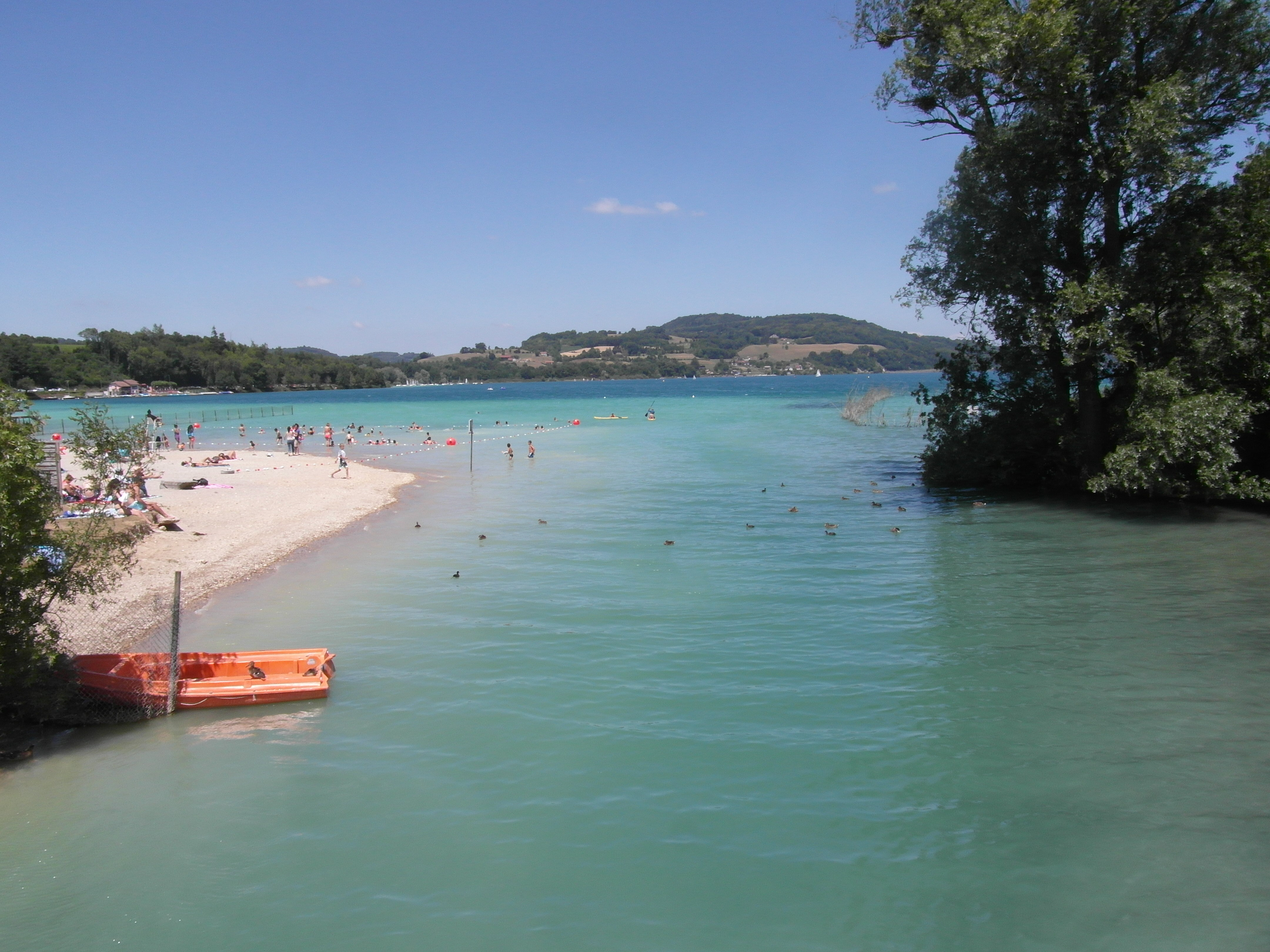
Le lac de Paladru en 2017

Le territoire communal est situé au bord d'un lac et il est également sillonné par la Fure, cours d'eau notable, émissaire de ce même lac. il comprend également quelques rûs qui alimentent de petits étangs situés dans et autour du bourg.

#### Le lac de Paladru
La commune borde la partie méridionale de ce lac naturel, d'une superficie de 3,9 km2. La berge sud, situé à l'ouest de la rive de la Fure héberge une plage composée de sable et de petit galets, ouverte au public.

#### La Fure
Le lac de Paladru donne naissance à la Fure, dont le nom évoque la violence du torrent primitif. Cette rivière, qui traverse le bourg depuis le lac (au niveau de la plage) dans un axe nord-sud forme un vallon assez encaissé au sud du territoire communal, rejoint la Morge, puis, se jette après un parcours d'une vingtaine de kilomètres dans l'Isère à Tullins

#### Les étangs
La commune héberge quelques étangs alimentés par de petits rûs dont le débit est irrégulier. Bien que situés à proximité du bourg de Charavines, les étangs du Thivolley dépendent de la commune voisine d'Oyeu.

### Climat
Pour des articles plus généraux, voir Climat d'Auvergne-Rhône-Alpes et Climat de l'Isère.
En 2010, le climat de la commune est de type climat des marges montargnardes, selon une étude du Centre national de la recherche scientifique s'appuyant sur une série de données couvrant la période 1971-2000. En 2020, Météo-France publie une typologie des climats de la France métropolitaine dans laquelle la commune est exposée à un climat de montagne ou de marges de montagne et est dans la région climatique Alpes du nord, caractérisée par une pluviométrie annuelle de 1 200 à 1 500 mm, irrégulièrement répartie en été.
Pour la période 1971-2000, la température annuelle moyenne est de 10,4 °C, avec une amplitude thermique annuelle de 17,5 °C. Le cumul annuel moyen de précipitations est de 1 275 mm, avec 10,1 jours de précipitations en janvier et 7,4 jours en juillet. Pour la période 1991-2020, la température moyenne annuelle observée sur la station météorologique de Météo-France la plus proche, « Coublevie », sur la commune de Coublevie à 12 km à vol d'oiseau, est de 13,0 °C et le cumul annuel moyen de précipitations est de 1 121,0 mm,. Pour l'avenir, les paramètres climatiques de la commune estimés pour 2050 selon différents scénarios d'émission de gaz à effet de serre sont consultables sur un site dédié publié par Météo-France en novembre 2022.

#### Tableaux des températures minimales et maximales
Voici, ci-dessous, deux tableaux successifs présentant les valeurs de températures mensuelles, relevées sur le secteur de Charavines sur deux années, à trois ans d'intervalle durant la dernière décennie.
- Année 2014

| Mois                              | jan. | fév. | mars | avril | mai  | juin | jui. | août | sep. | oct. | nov. | déc. |
| --------------------------------- | ---- | ---- | ---- | ----- | ---- | ---- | ---- | ---- | ---- | ---- | ---- | ---- |
| Température minimale moyenne (°C) | 1,1  | 2    | 2,7  | 7,2   | 9,2  | 13,9 | 14,8 | 14,3 | 12,6 | 9,5  | 5    | −1,4 |
| Température maximale moyenne (°C) | 8,9  | 11,3 | 16,4 | 19,9  | 21,5 | 27,6 | 24,8 | 25,4 | 23,6 | 21,3 | 13,9 | 7,9  |

- Année 2017

| Mois                              | jan. | fév. | mars | avril | mai  | juin | jui. | août | sep. | oct. | nov. | déc. |
| --------------------------------- | ---- | ---- | ---- | ----- | ---- | ---- | ---- | ---- | ---- | ---- | ---- | ---- |
| Température minimale moyenne (°C) | −5,8 | 1,2  | 4,6  | 4,9   | 10,3 | 15,8 | 15,9 | 15,4 | 9,5  | 6,2  | 3,5  | −1,2 |
| Température maximale moyenne (°C) | 2,7  | 13,6 | 17,5 | 19,1  | 23,6 | 29,2 | 28,8 | 28,6 | 21,7 | 20,5 | 10,2 | 5,1  |

- Année 2018

| Mois                              | jan. | fév. | mars | avril | mai  | juin | jui. | août | sep. | oct. | nov. | déc. |
| --------------------------------- | ---- | ---- | ---- | ----- | ---- | ---- | ---- | ---- | ---- | ---- | ---- | ---- |
| Température minimale moyenne (°C) | 2,4  | −0,7 | 2,7  | 8,4   | 12,2 | 14,6 | 16,3 | 16,3 | 12,6 | 7,5  | 4,4  | 1,6  |
| Température maximale moyenne (°C) | 10,2 | 5,8  | 12,9 | 22,8  | 22,9 | 27,6 | 30,9 | 29,4 | 27,4 | 19,8 | 12,7 | 8,2  |

### Voies de communication
Le territoire de la commune est traversé par plusieurs routes départementales :
- la route départementale 50 (RD50) qui relie la commune de La Bâtie-Divisin (par jonction avec la RD1075) à la commune de La Murette (par jonction avec la RD 520).
- la route départementale 50d (RD50d) qui relie le bourg de Charavines à la commune de Chirens (hameau de l'Arsenal par jonction avec la RD 1075).
- La route départementale 50e (RD50e) qui relie la commune de Charavines (hameau de la Caserne) en direction du bourg d'Oyeu.
- la route départementale 90 (RD90) qui relie la commune de Charavines par détachement de la RD50d avec la commune de Paladru par la rive orientale du lac.

### Transports publics

#### Autocars
Le réseau interurbain des transports du Pays voironnais dessert le territoire de la commune avec sept arrêts :
- Ligne Lac : Voiron (Gare SNCF) ↔ Charavines ↔ Le Pin ↔ Valencogne.
- Ligne G (td) : Voiron (Gare SNCF) ↔ Charavines ↔ Paladru ↔ Montferrat ↔ Charancieu.

Cette ligne fonctionne du lundi au samedi et en heures creuses, il y a la possibilité d'utiliser le service du transport à la demande (td), sous certaines conditions.
Le réseau interurbain du pays voironnais assure également le transport des élèves en direction du collège de Chirens, par l'intermédiaire de la ligne dédiée CH65.

## Urbanisme

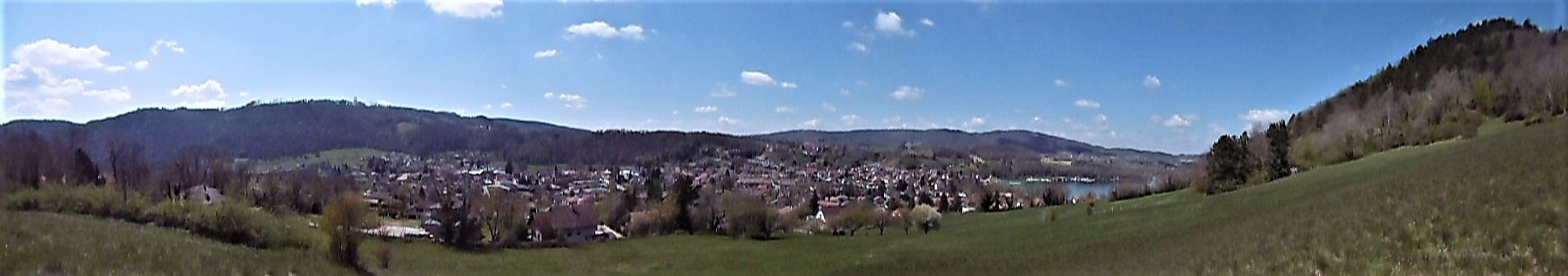
Charavines en avril 2021, depuis le secteur des Arondières

### Typologie
Au 1er janvier 2024, Charavines est catégorisée bourg rural, selon la nouvelle grille communale de densité à sept niveaux définie par l'Insee en 2022.
Elle est située hors unité urbaine. Par ailleurs la commune fait partie de l'aire d'attraction de Grenoble, dont elle est une commune de la couronne,. Cette aire, qui regroupe 204 communes, est catégorisée dans les aires de 700 000 habitants ou plus (hors Paris),.

### Occupation des sols
L'occupation des sols de la commune, telle qu'elle ressort de la base de données européenne d’occupation biophysique des sols Corine Land Cover (CLC), est marquée par l'importance des territoires agricoles (41 % en 2018), en diminution par rapport à 1990 (44,3 %). La répartition détaillée en 2018 est la suivante : 
forêts (33,2 %), zones agricoles hétérogènes (19,5 %), zones urbanisées (16,6 %), terres arables (13,3 %), eaux continentales (9,2 %), prairies (8,1 %). L'évolution de l’occupation des sols de la commune et de ses infrastructures peut être observée sur les différentes représentations cartographiques du territoire : la carte de Cassini (XVIIIe siècle), la carte d'état-major (1820-1866) et les cartes ou photos aériennes de l'IGN pour la période actuelle (1950 à aujourd'hui).

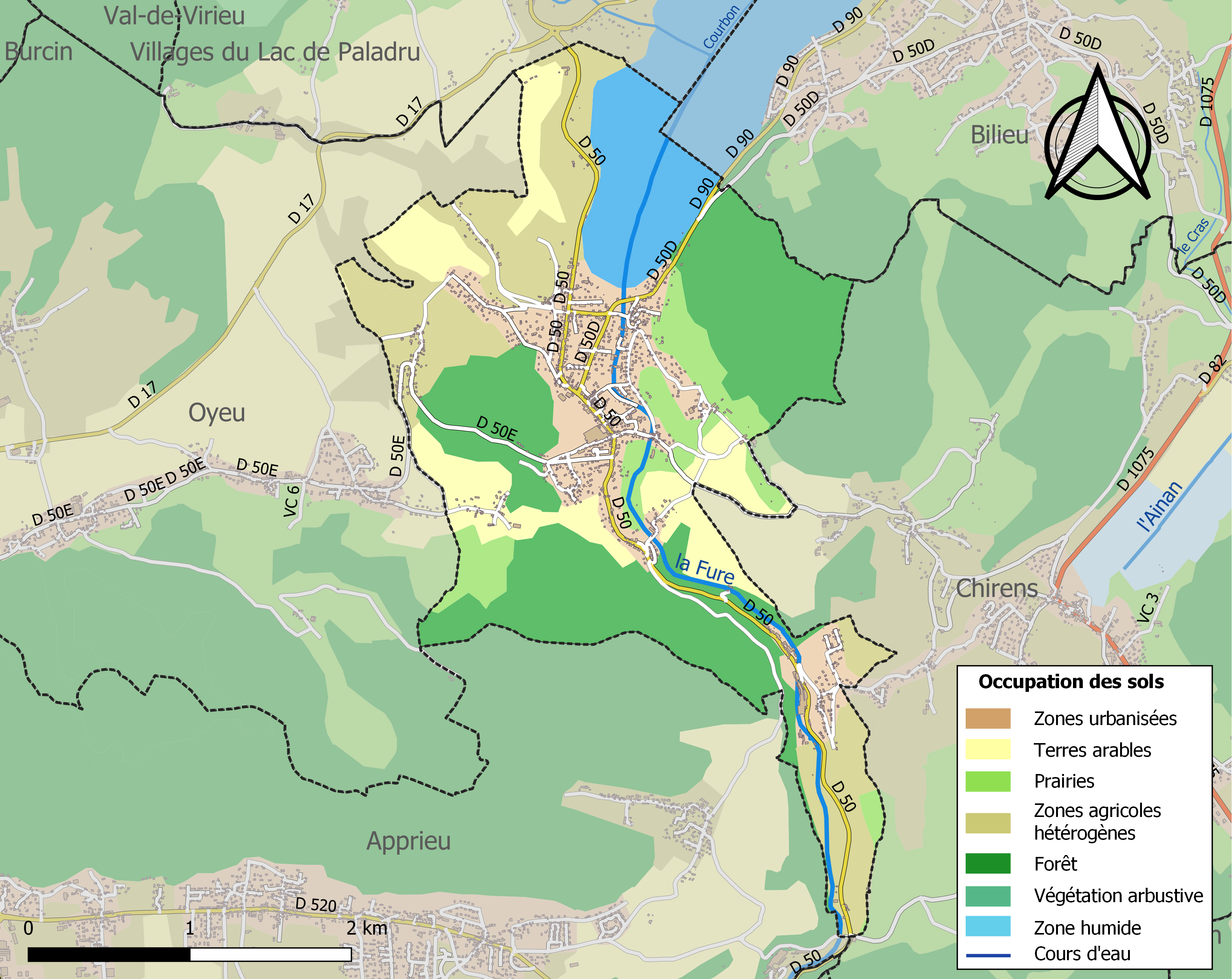
Carte des infrastructures et de l'occupation des sols de la commune en 2018 (CLC).

### Morphologie urbaine
Le bourg central est assez étendu le long de la Fure, jusqu'à la bordure méridionale du lac. Il est composé essentiellement de maison individuelles, de fermes, pour la plupart réaménagées en maisons de résidence et de quelques petits immeubles. De nombreux hameaux de tailles diverses et composés de maison individuelles entourent le bourg central.

### Hameaux, lieux-dits et écarts
Voici, ci-dessous, la liste la plus complète possible des divers hameaux, quartiers et lieux-dits résidentiels urbains comme ruraux, ainsi que les écarts qui composent le territoire de la commune de Charavines, présentés selon les références toponymiques fournies par le site géoportail de l'Institut géographique national.
| - Bourgealière - le Pré Neuf - Boutelière - la Côte - Grolandière - le Fayard - Montivier | - Pagetière - Colletière - le Bessey - les Vannes - Janin - la Châtaigneraie - le Paletou | - le Grand Clos - Louisias (Grange) - la Caserne - Bernardière - la Fabrique - Gullermet - la Contamine |

### Risques technologiques et naturels

#### Risques technologiques
Le territoire de la commune héberge une usine de pâte à papier équipée d'une station d'épuration (traitement des eaux usées d'origine industrielle).

#### Risques sismiques
L'ensemble du territoire de la commune de Charavines est situé en zone de sismicité no 3 (sur une échelle de 1 à 5), comme la plupart des communes du secteur géographique du lac de Paladru.
| Type de zone | Niveau            | Définitions (bâtiment à risque normal) |
| ------------ | ----------------- | -------------------------------------- |
| Zone 3       | Sismicité modérée | accélération = 1,1 m/s2                |

## Toponymie
Le nom de Charavines est lié au terme Kar qui signifie « roc » ou « gros rocher ».
Selon André Planck, auteur du livre L'origine du nom des communes du département de l'Isère, le nom de Charavines désigne en partie le « chariot » (charre au Moyen Âge) et le vin (sous la forme du suffixe vines) qui signifierait « l'endroit où l'on fabrique des chariots qui servent à transporter le vin ».

## Histoire

### Préhistoire
Les villages néolithiques

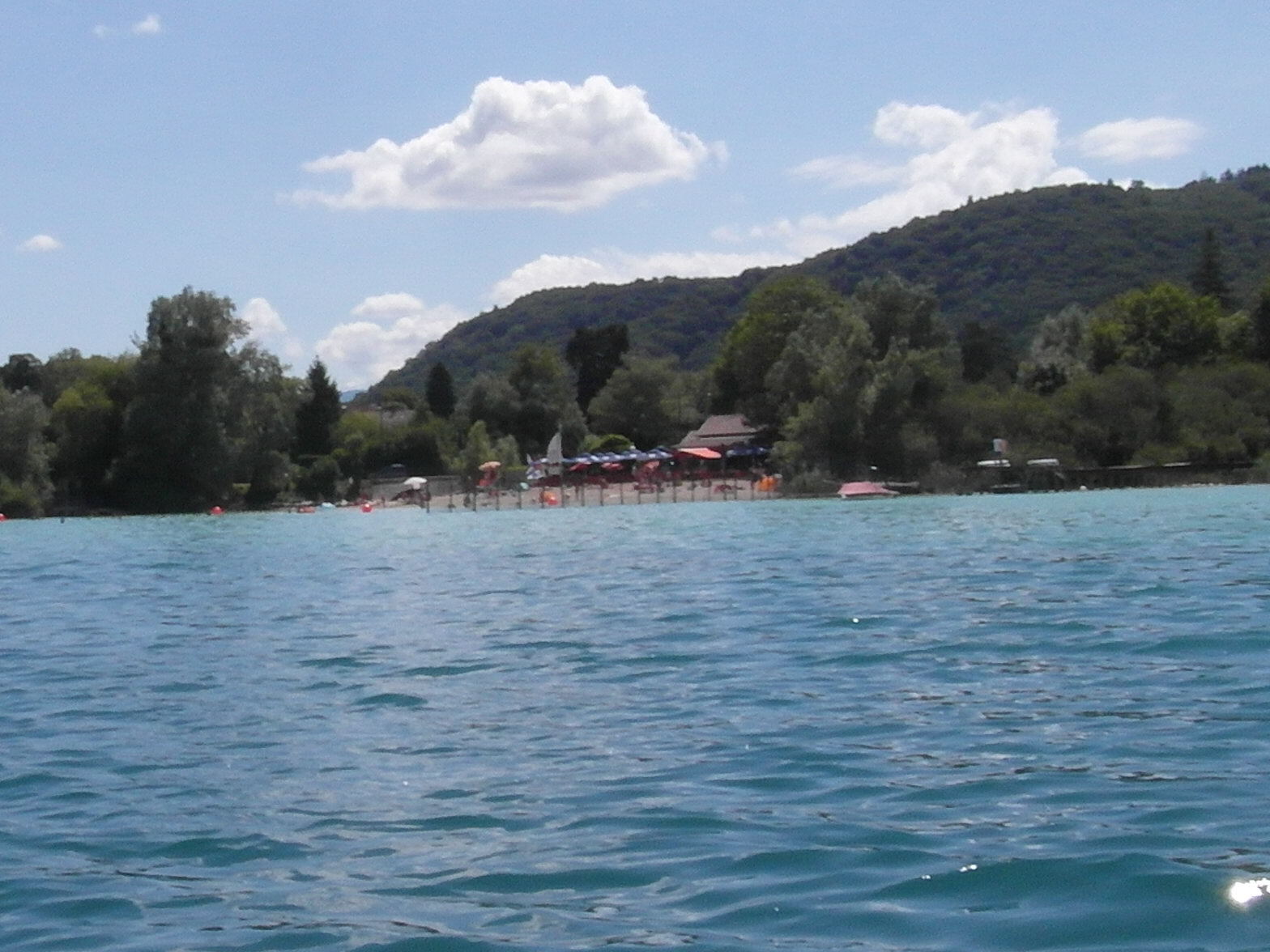
Le principal site néolithique de Charavines se situe à proximité immédiate de la plage de municipale.

Un village aux maisons de bois s'installe sur la rive sud du lac de Paladru (site de Colletière) aux environs du XXVIIe siècle av. J.-C., et des agriculteurs défrichent la forêt située aux alentours, à l’époque du Néolithique final.
Les analyses du bois (dendrochronologie) ont permis d'en suivre les évolutions car il est agrandi et réparé plusieurs fois pendant 20 à 22 ans, puis les paysans partent construire un nouveau village dans les environs car les terres agricoles sont épuisées. Ils reviennent 40 ans plus tard et reconstruisent le village au même endroit où ils restent encore 20 ans.
Ensuite les eaux du lac submergent définitivement le site, ce qui a permis la conservation exceptionnelle des vestiges en matière végétale : bois, manches d’outils, textiles, cordes, ficelles, graines, pains, etc. en plus des éléments imputrescibles comme le silex, les vases en terre cuite. Ces villages ont comporté au maximum cinq maisons familiales avec une cinquantaine de personnes dont on a retrouvé le reste des activités domestiques, artisanales, alimentaires et l’impact qu’elles ont eu sur l’environnement. On y retrouve traces des échanges avec des villages voisins mais aussi des échanges à longue distance comme l'ambre de la Baltique, des vases de l'Aquitaine, les haches polies du Piémont, du silex de Touraine ou le cuivre, des perles et un vase du Languedoc. Les potiers du village ont envoyé des vases fins en Suisse, sur le lac de Bienne et dans le Jura sur le lac de Chalain. Ils ont profité d’un siècle de sécheresse pour occuper une plage libérée par une baisse des eaux, période où on a pu suivre les variations rapides et importantes du climat par des analyses très précises.Ce site néolithique, de renommée européenne par la qualité des fouilles subaquatiques et les extraordinaires vestiges sortis (comme des poignards en silex ayant conservé leur manche en bois), a été exploité de 1972 à 1986 par une équipe d’archéologues grenoblois bénévoles sous la direction de Aimé Bocquet et a fait l’objet de très nombreuses publications   sur la vie quotidienne, les activités des habitants et le matériel en bois, poterie et en pierre. Une synthèse de vulgarisation du résultat des études est disponible en français et en anglais.
À ce sujet, on peut lire le livre d'Aimé Bocquet, intitulé Les oubliés du lac de Paladru. Ils dormaient depuis 5 000 ans à Charavines, distribué par les Editions Fontaine de Siloé depuis 2012

### Antiquité

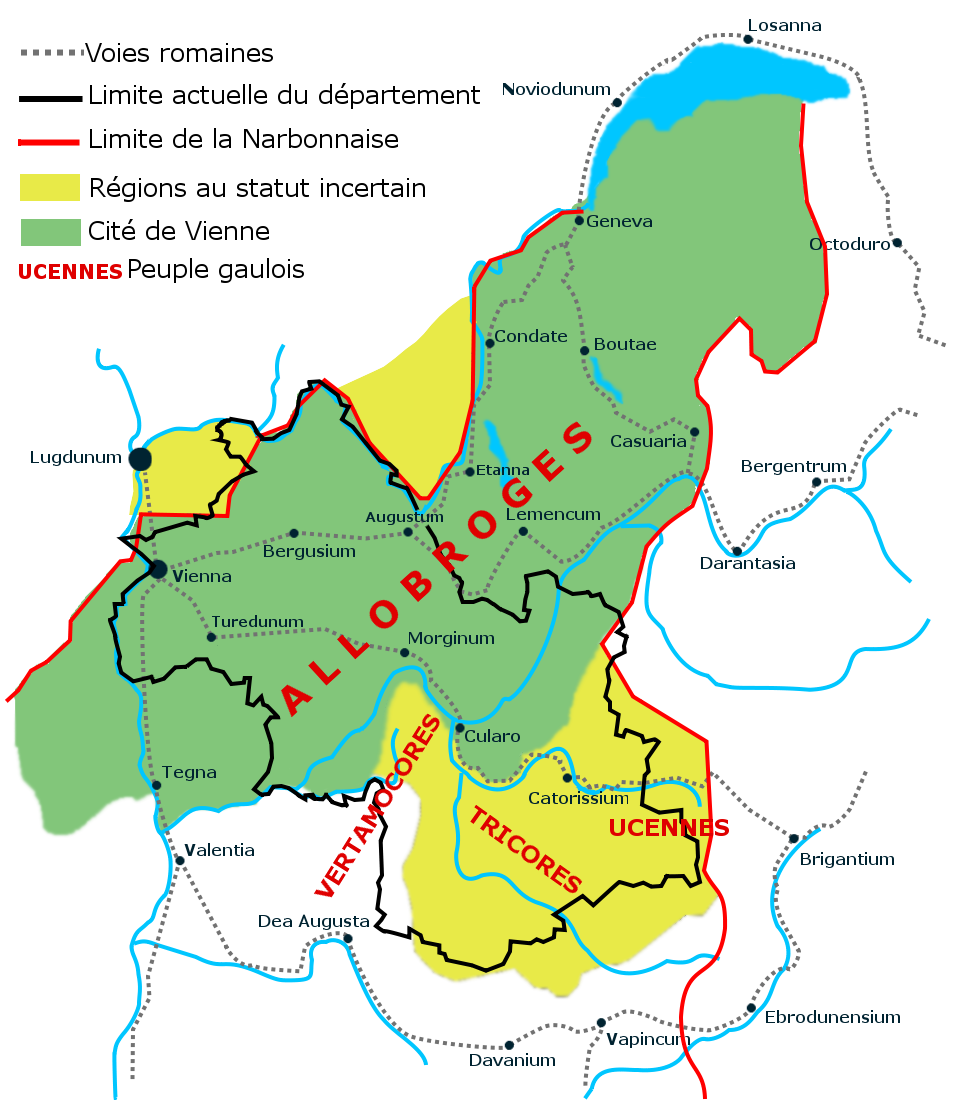
Carte de l'Allobrogie.

Au début de l'Antiquité, le territoire des Allobroges s'étendait sur la plus grande partie des pays qui seront nommés plus tard la Sapaudia (ce « pays des sapins » deviendra la Savoie) et le nord du département de l'Isère.
Les Allobroges, comme bien d'autres peuples gaulois, sont une « confédération ». En fait, les Romains donnèrent, par commodité le nom d'Allobroges à l'ensemble des peuples gaulois vivant dans la civitate (cité) de Vienne, à l'ouest et au sud de la Sapaudia.

### Moyen Âge

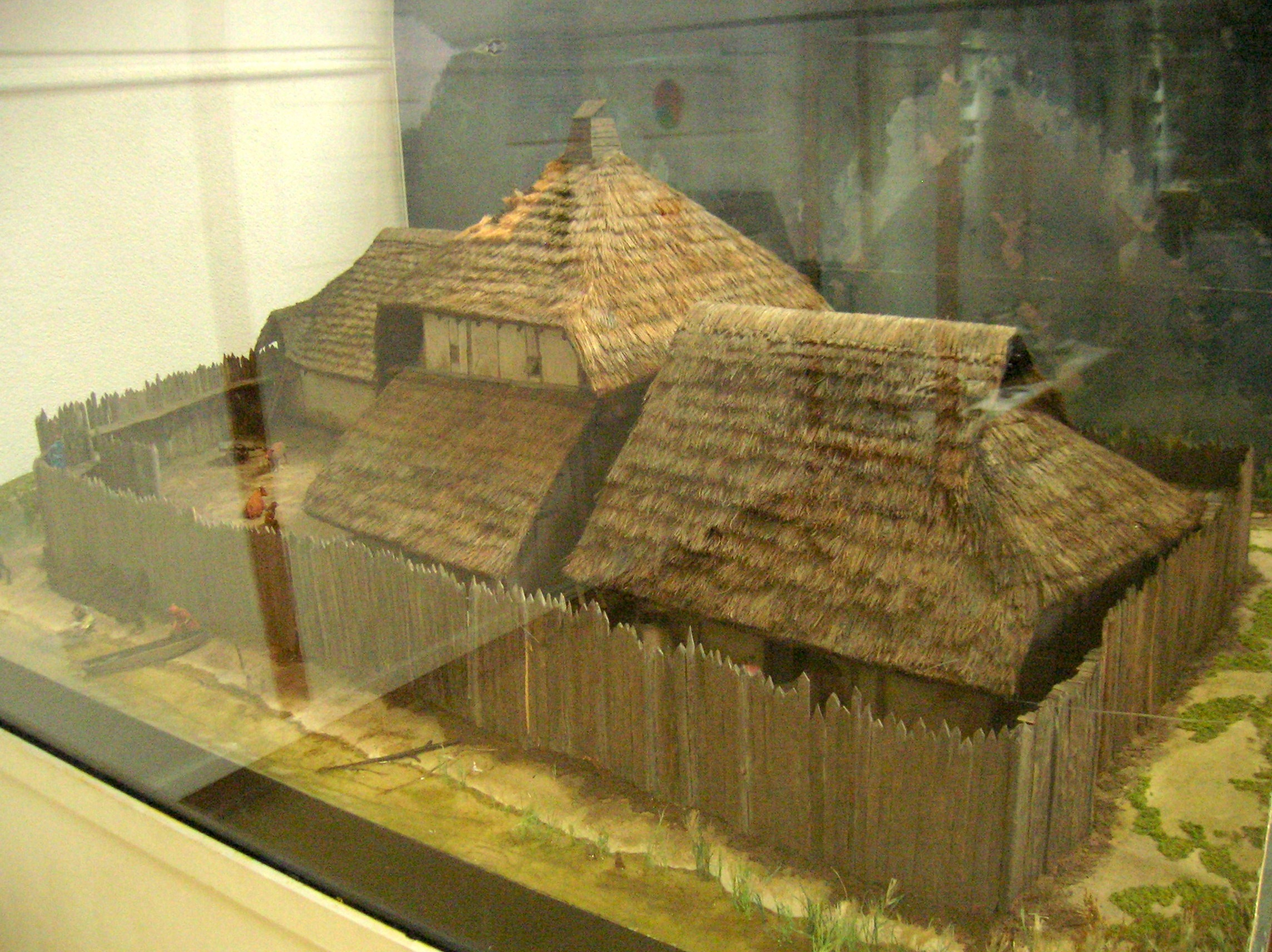
Reconstitution de l'habitat de Colletière. Maquette au musée archéologique du lac de Paladru.

Au milieu du IXe siècle, un nouveau territoire fait son apparition, le « comté de Semorens » du nom d'un faubourg actuel de Voiron. En l'an 800, ce territoire est cité comme archidiaconé, et vers 850, en tant que « pagus » correspondant à ce qui deviendra ensuite un comté. Ce comté englobe le Voironnais actuel, y compris le secteur du lac de Paladru, jusqu'à Charancieu. Ce territoire fait l'objet d'une lutte entre ses seigneurs voisins pour entreprendre sa conquête, il s'agit notamment de l'archevêque de Vienne, Guy de Bourgogne, et de l'évêque de Grenoble, Hugues de Chateauneuf, le comté de Sermorens finira par disparaître au cours du XIIe siècle.
Des chevaliers paysans se sont installés vers l'an mil (1008 ?) au lac de Paladru sur la commune de Charavines au lieu-dit Colletière.
À l'époque, le niveau du lac était plus bas qu'aujourd'hui, et une soixantaine de colons ont construit un habitat fortifié en bois sur une plage de craie. Ces personnes étaient certainement envoyées par l'archevêque de Vienne pour défendre la zone frontière que constituait le lac de Paladru.

### Époque moderne
Le testament d'un certain Claude Bret est publié en 1768 et permet d'établir l'existence d'« un maître affineur en acièrie » dans la partie charavinoise de la vallée de la Fure. En 1786, un recensement indique que la forge a cessé toute activité. En 1796, celle-ci semble être de nouveau en activité avant de connaître de nombreux aléas durant les décennies suivantes.

### Époque contemporaine

#### Les «aboyeuses de Charavines»
Un phénomène curieux, analogue à celui des aboyeuses de Josselin, dans le Morbihan, se produit entre 1834 et 1835. On évoque des cas de possessions qui auraient touché des villageoises de Charavines. Des jeunes filles sont prises de convulsions, de gesticulations diverses, accompagnés de hoquet ou d'aboiements se produise dans le village, souvent, lors de cérémonies religieuses à l'église. Ce phénomène disparaîtra aussi soudainement qu'il était venu.

#### Le tramway
Le tramway de Voiron à Charavines et de Charavines à Vienne du CEN Réseau Isère est créé en 1891 et les voitures circulent jusqu'en 1936, desservant la commune et les usines.
En 1930, ce réseau est exploité par les chemins de fer économiques du Nord. À compter de cette année, les lignes de ce réseau sont rattachées à la régie locale des voies ferrées du Dauphiné.
En raison de problème de rentabilité, les tramwayss sont rapidement remplacés par des services d'autobus et les rails seront retirés.

#### Le «crime de Charavines»
En août 1896, la gare de Charavines, située en terminus de ligne fut l'objet d'un fait divers macabre; la découverte du cadavre d'un employé, fils lui-même du chef de station de Charavines. Le corps de l'homme, visiblement assassiné gisait dans le foyer d'une locomotive du tramway à vapeur. Un suspect, lui-même charavinois, fut très vite confondu, et arrêté par les autorités.

## Politique et administration

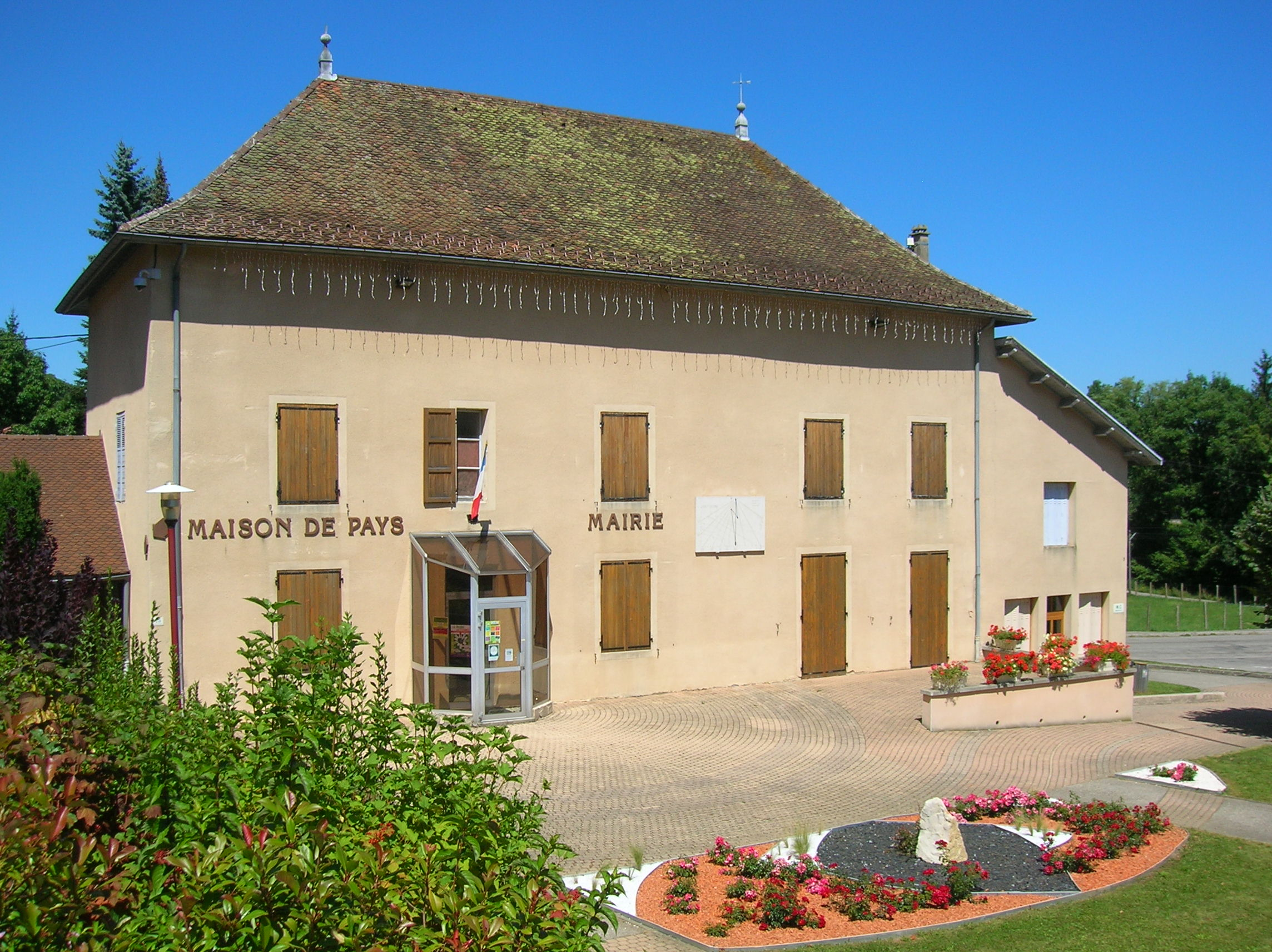
Mairie de Charavines

### Administration municipale
Le conseil municipal de Charavines compte dix-neuf membres dont dix hommes et neuf femmes.
Celui-ci se compose d'un maire, cinq adjoints au maire et de treize conseillers municipaux. Le conseil est organisé en plusieurs commissions dont l'urbanisme, les bâtiments, le cadre de vie et l'environnement, l'économie et le tourisme, les finances, l'enfance et l'éducation, la vie associative, la citoyenneté (participation des habitants), l'administration (gestion du personnel) et l'adjudication. Cette organisation comprend également deux référents, le premier pour la sécurité, le second pour l'ambroisie.

### Tendances politiques et résultats

#### Récapitulatif de résultats électoraux récents
| Européennes 2014    |  | FN   | 24,39 |           | UMP       | 17,45     |           | UG        | 12,57     |           | VEC       | 10,69     | Tour unique    | Tour unique    | Tour unique    | Tour unique    | Tour unique    | Tour unique    | Tour unique    | Tour unique    | Tour unique    |
| Régionales 2015     |  | FN   | 31,13 |           | UD        | 26,42     |           | UG        | 21,54     |           | VEG       | 8,65      |                | UD             | 35,54          |                | UG             | 32,43          |                | FN             | 32,03          |
| Présidentielle 2017 |  | FN   | 25,27 |           | EM        | 22,53     |           | LFI       | 20,79     |           | LR        | 14,74     |                | EM             | 61,92          |                | FN             | 38,08          | Pas de 3e      | Pas de 3e      | Pas de 3e      |
| Législatives 2017   |  | REM  | 40,71 |           | FI        | 18,58     |           | FN        | 14,55     |           | LR        | 13,78     |                | REM            | 64,64          |                | LR             | 35,36          | Pas de 3e      | Pas de 3e      | Pas de 3e      |
| Européennes 2019    |  | LREM | 22,55 |           | RN        | 21,38     |           | EELV      | 16,40     |           | UDI       | 7,17      | Tour unique    | Tour unique    | Tour unique    | Tour unique    | Tour unique    | Tour unique    | Tour unique    | Tour unique    | Tour unique    |
| Municipales 2020    |  | SE   | 100   | Pas de 2e | Pas de 2e | Pas de 2e | Pas de 3e | Pas de 3e | Pas de 3e | Pas de 4e | Pas de 4e | Pas de 4e | Pas de 2d tour | Pas de 2d tour | Pas de 2d tour | Pas de 2d tour | Pas de 2d tour | Pas de 2d tour | Pas de 2d tour | Pas de 2d tour | Pas de 2d tour |
| Présidentielle 2022 |  | LREM | 26,65 |           | RN        | 25,88     |           | FI        | 20,91     |           | REC       | 6,68      |                | LREM           | 57,01          |                | RN             | 42,99          | Pas de 3e      | Pas de 3e      | Pas de 3e      |
| Législatives 2022   |  | NUP  | 26,41 |           | ENS       | 25,56     |           | RN        | 22,03     |           | LR        | 16,38     |                | LR             | 63,36          |                | RN             | 36,64          | Pas de 3e      | Pas de 3e      | Pas de 3e      |
| Européennes 2024    |  | RN   | 34,84 |           | PS        | 15,04     |           | ENS       | 13,48     |           | LFI       | 8,11      | Tour unique    | Tour unique    | Tour unique    | Tour unique    | Tour unique    | Tour unique    | Tour unique    | Tour unique    | Tour unique    |

#### Élections municipales
Ci-dessous le résultat du premier tour de l'élection municipale de la commune, l'abstention s'est élevée à 41,90 %, soit 616 inscrits. La liste de Bruno Guillaud-Bataille "Un nouvel élan citoyen pour Charavines" arrive en tête des suffrages exprimés et obtient seize sièges, la liste d'opposition "Ensemble pour Charavines" obtient trois sièges.
|                                               | Nombre de voix | Pourcentage | CM | CC |
| Bruno Guillaud-Bataille (Liste divers gauche) | 518            | 64,59 %     | 16 | 2  |
| Monserra Primard (Liste divers droite)        | 284            | 35,41 %     | 3  | 0  |

Le 15 mars 2020, la liste de Bruno Guillaud-Bataille "Bienvenue à Charavines" est élu. Le suffrage se déroulant en période de Pandémie de Covid-19, seulement 36,47% des inscrits participent au vote.
|                                                | Nombre de voix | Pourcentage | CM | CC |
| Bruno Guillaud-Bataille (Liste Sans-Etiquette) | 499            | 100%        | 19 | 2  |

#### Élections présidentielles
2017
Voici, ci-dessous, le résultat du scrutin à l'élection présidentielle de 2017 dans l'ensemble des bureaux de vote de la commune de Charavines.

### Liste des maires
| Période                                  | Période                   | Identité                   | Étiquette   | Qualité |
| ---------------------------------------- | ------------------------- | -------------------------- | ----------- | ------- |
| 1792                                     | 1796                      | Jean Mallet                | -           | -       |
| 1796                                     | 1797                      | Jean Milliat               | -           | -       |
| 1797                                     | 1798                      | Pierre Vial                | -           | -       |
| 1798                                     | 1800                      | Hippolyte Bouvat           | -           | -       |
| 1800                                     | 1816                      | Jean-François Cret         | -           | -       |
| 1816                                     | 1831                      | Jean-Baptiste Bardin       | -           | -       |
| 1831                                     | 1853                      | Antoine Jacquin            | -           | -       |
| 1853                                     | 1854                      | Vincent de Montgolfier     | -           | -       |
| 1854                                     | 1855                      | Joseph Collet-Matras       | -           | -       |
| 1855                                     | 1866                      | Elisée Bardin              | -           | -       |
| 1866                                     | 1870                      | Henri Rey                  | -           | -       |
| 1870                                     | 1899                      | Emile de Montgolfier       | -           | -       |
| 1899                                     | 1902                      | Aymée de Montgolfier       | -           | -       |
| 1902                                     | 1908                      | Régis Couturier            | -           | -       |
| 1908                                     | 1919                      | Vincent de Montgolfier     | -           | -       |
| 1919                                     | 1929                      | Paul Desarbres             | -           | -       |
| 1929                                     | 1936                      | Louis Gudimard             | -           | -       |
| 1936                                     | 1947                      | Emile Lambert              | -           | -       |
| 1947                                     | 1959                      | Gaston Rey                 | -           | -       |
| 1959                                     | 1977                      | Jacques Ribeaud            | -           | -       |
| 1977                                     | 1983                      | Roger Meunier-Carius       | -           | -       |
| 1983                                     | mars 2008                 | Jean Papait                | -           | -       |
| mars 2008                                | novembre 2008 (démission) | Jean Reynault              | PS          | -       |
| décembre 2008                            | mars 2014                 | Maurice Despierre Corporon | -           | -       |
| mars 2014                                | En cours                  | Bruno Guillaud-Bataille    | DVG puis SE |         |
| Les données manquantes sont à compléter. |                           |                            |             |         |

### Jumelages
Selon l'annuaire publié par l'AFCCRE et le conseil des communes et régions d'Europe, consulté en juillet 2018, la commune de Charavines n'est jumelée avec aucune autre commune européenne.

## Population et société

### Démographie
L'évolution du nombre d'habitants est connue à travers les recensements de la population effectués dans la commune depuis 1793. Pour les communes de moins de 10 000 habitants, une enquête de recensement portant sur toute la population est réalisée tous les cinq ans, les populations de référence des années intermédiaires étant quant à elles estimées par interpolation ou extrapolation. Pour la commune, le premier recensement exhaustif entrant dans le cadre du nouveau dispositif a été réalisé en 2006.

En 2022, la commune comptait 2 014 habitants, en évolution de +3,18 % par rapport à 2016 (Isère : +3,07 %, France hors Mayotte : +2,11 %).
| 1793 | 1800 | 1806 | 1821  | 1831 | 1836 | 1841 | 1846 | 1851 |
| ---- | ---- | ---- | ----- | ---- | ---- | ---- | ---- | ---- |
| 898  | 752  | 962  | 1 153 | 768  | 786  | 775  | 799  | 844  |

| 1856 | 1861 | 1866 | 1872 | 1876 | 1881 | 1886 | 1891 | 1896  |
| ---- | ---- | ---- | ---- | ---- | ---- | ---- | ---- | ----- |
| 845  | 842  | 876  | 882  | 938  | 962  | 943  | 968  | 1 042 |

| 1901  | 1906  | 1911  | 1921  | 1926  | 1931  | 1936  | 1946  | 1954  |
| ----- | ----- | ----- | ----- | ----- | ----- | ----- | ----- | ----- |
| 1 111 | 1 172 | 1 139 | 1 129 | 1 224 | 1 155 | 1 165 | 1 155 | 1 253 |

| 1962  | 1968  | 1975  | 1982  | 1990  | 1999  | 2006  | 2011  | 2016  |
| ----- | ----- | ----- | ----- | ----- | ----- | ----- | ----- | ----- |
| 1 237 | 1 250 | 1 142 | 1 163 | 1 251 | 1 423 | 1 700 | 1 810 | 1 952 |

| 2021  | 2022  | - | - | - | - | - | - | - |
| ----- | ----- | - | - | - | - | - | - | - |
| 1 982 | 2 014 | - | - | - | - | - | - | - |

### Enseignement

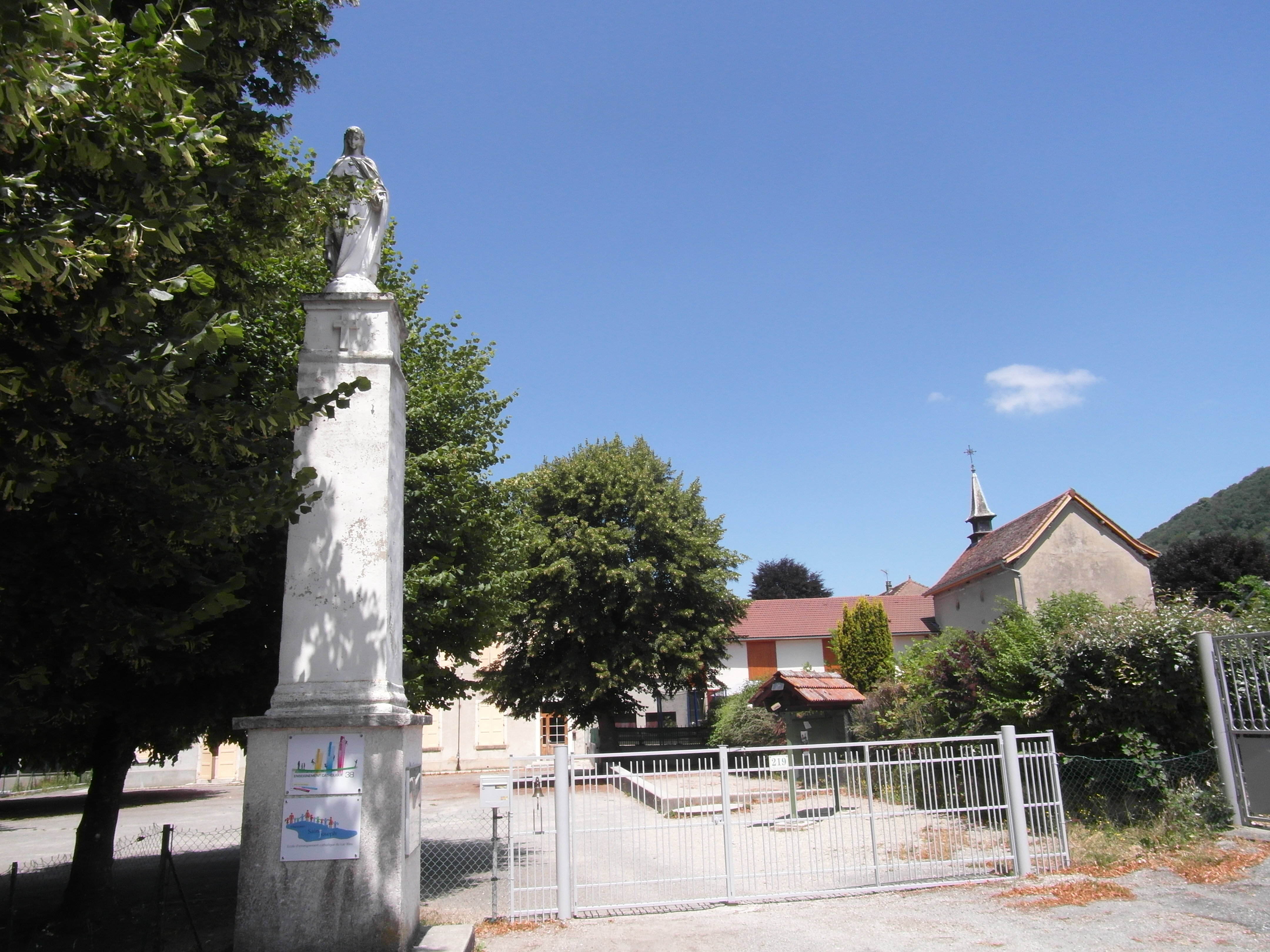
Entrée de l'école privée Saint-Joseph de Charavines

Rattachée à l'académie de Grenoble, la commune de Charavines héberge deux écoles publiques sur son territoire :
- L'école élémentaire publique, située près de la mairie, présente un effectif de 107 élèves[51].
- L'école maternelle publique, située près de la mairie, présente un effectif de 68 élèves[52].

La commune compte également une école primaire privée :
- L'école primaire privée Saint-Joseph présente un effectif de 71 élèves et possède un service d'internat[53].

### Manifestations culturelles et festivités
Chaque année :

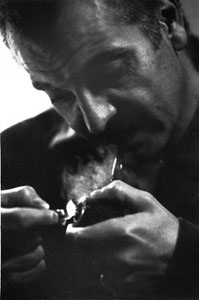
Georges Brassens

- le dernier samedi de juillet, la fête du lac est célébrée, durant laquelle une soirée dansante est organisée sur la plage municipale accompagné d'un feu d'artifice tiré depuis un ponton flottant au milieu du lac.
- la première semaine du mois d'août, le festival Brassens est organisé sur le territoire de la commune[54].

### Santé
L'établissement hospitalier le plus proche de la commune est le centre hospitalier de Voiron.

### Sports
Il existe un club nautique, situé sur les rives du lac :
- L'école de voile S.P.A.C, (Sports Plein Air Charavines), situé sur la route vers ARS (RD50), a été créé en 1958[55].

### Médias
Presse régionale
Historiquement, le quotidien à grand tirage Le Dauphiné libéré consacre, chaque jour, y compris le dimanche, dans son édition du Voironnais à la Chartreuse, un ou plusieurs articles à l'actualité du village et de ses environs, ainsi que des informations sur les éventuelles manifestations locales, les travaux routiers, et autres événements divers à caractère local.
La commune est située sur l'aire de diffusion de radio Ici Isère, une radio publique qui émet sur tout le territoire du département de l'Isère.

### Cultes

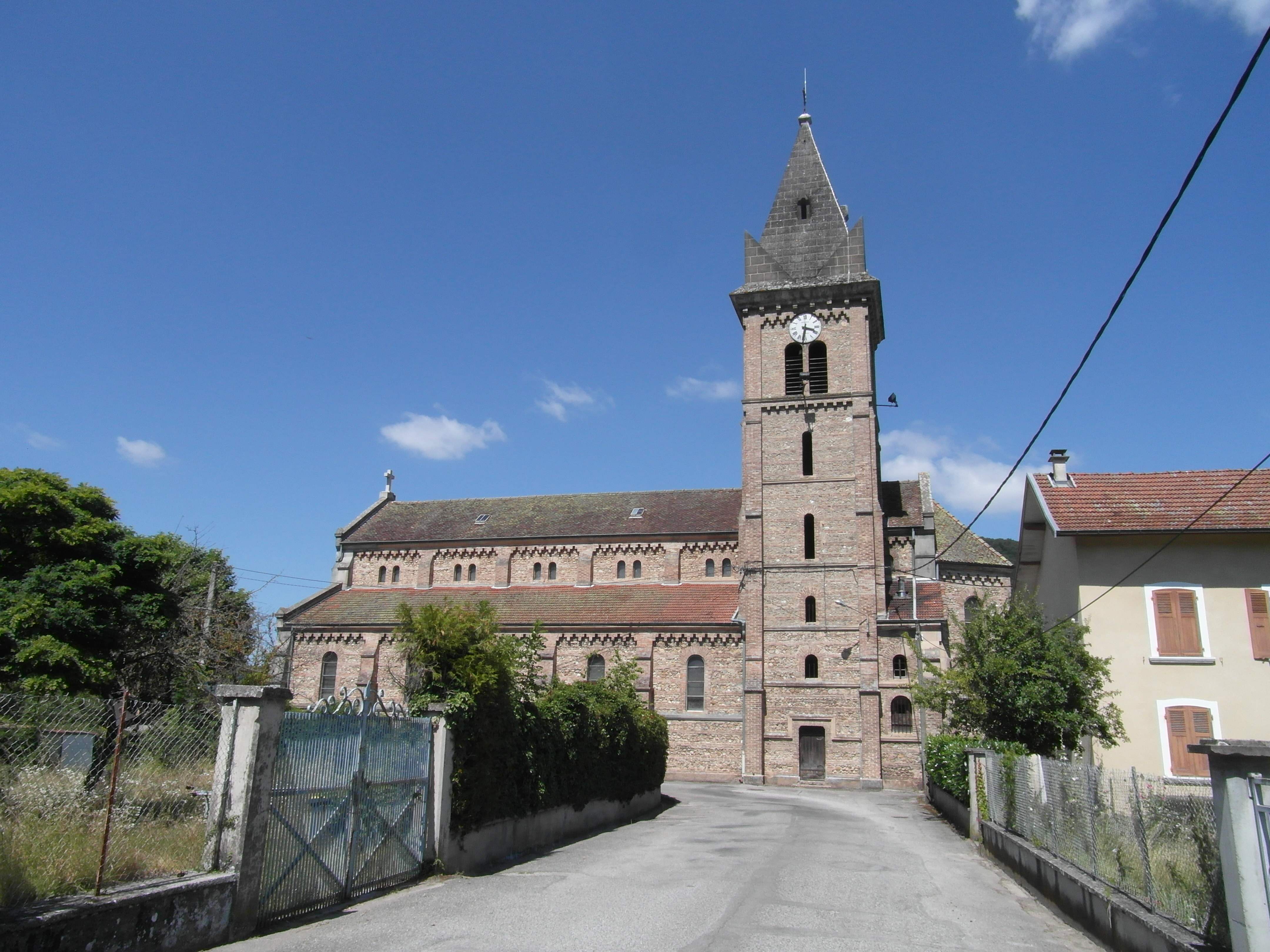
église de Charavines

La communauté catholique et l'église de Charavines (propriété de la commune) dépendent de la paroisse Notre-Dame de la Vouise qui comprend vingt-deux églises et un monastère. Cette paroisse dépend elle-même du diocèse de Grenoble-Vienne.

## Économie

### Emploi
Selon le site de l'INSEE, le nombre d'emplois proposés dans la commune, en 2015, est de 602 (dont 487 salariés et 115 non salariés), le nombre d'actifs ayant un emploi résidant dans la zone est de 860 (dont 725 salariés et 135 non salariés).
Taux de chômage
Selon ce même organisme, le taux de chômage de la commune est supérieur au taux enregistré sur le territoire national.
| Taux de chômage               | 2015   | 2010   |
| ----------------------------- | ------ | ------ |
| Total des deux sexes          | 10,3 % | 11 %   |
| Total des hommes              | 10,6 % | 8,8 %  |
| Total des femmes              | 11,6 % | 12,1 % |
| Part des femmes dans le total | 50,9%  | 55,3 % |

Source : Insee, RP2010 et RP2015 exploitations principales.

### Entreprises et commerces
Charavines possède un passé industriel notable, avec notamment des entreprises établies dans la vallée de la Fure. Certaines étaient liées à l'élaboration et la fabrication d'outils (taillanderie), mais il existe encore une grande entreprise de papeterie dans ce secteur. D'autres sociétés d'implantation plus récentes ont été créées sur le territoire charavinois.

#### Les forges et taillanderie Revex de Charavines
La tradition métallurgique à Charavines est très ancienne. Les forges Bret, elles, remontent au XVIIIe siècle. Après quelques aléas survenus au cours du XIXe siècle, l'entreprise, tenues par les frêres Alexis et Marin Bret finit par évoluer de façon significative. La taillanderie continue à prospérer jusqu'à la Seconde Guerre mondiale, puis la concurrence en matière de métallurgie devient internationale et fait baisser l'activité de l'entreprise qui sera absorbée en 1969 par l'entreprise Experton de Rives, mais gardera son nom de taillanderie Revex de Charavines. Le siège de l'entreprise est cependant fixé à Rives. En 1994, il y avait encore cinq employés dans l'ancienne forge Bret.

#### La papeterie Vincent de Montgolfier à Charavines
La famille de Montgolfier, originaire de l'Ardèche et qui devint célèbre grâce à l'invention des aérostats compte de nombreuses branches. L'une d'entre elles, représentée par Vincent Montgolfier (1813-1854), lui-même descendant par son père et sa mère de cette illustre famille de papetier, vient s'installer à Charavines et crée une usine de pâte à papier au hameau du Guillemet autour de 1850. À sa mort prématurée, à l'âge de 41 ans, c'est son épouse Catherine Artru dite la « Veuve Montgolfier » qui dirige l'usine.
Ses enfants lui succèdent. L'arrivée du tramway en 1896 qui relie l'usine avec Voiron et Vienne règle le problème de transport et l'activité papetière prospère. Durant la Première Guerre mondiale, la papeterie participe à l’effort de guerre en effectuant, par exemple, des livraisons aux services des sections photographiques de l’armée, y compris l'aviation.
Après la Seconde Guerre mondiale, la société passe dans de nouvelles mains, celle de la famille Lumière, et connait des difficultés, le marché du papier photographique est extrêmement concurrentiel. Le papier isolant perd de son intérêt avec la création des isolants plastiques. La crise culmine en 1957.
En 1960, l'entreprise est reprise par les frères Bolloré, bien connus dans le monde de la papeterie. La fin du XXe siècle voit apparaître de nouvelles contraintes en matière de protection environnementale, imposent la construction d'une station d’épuration. L'entreprise est alors ensuite au groupe Arjowiggins, spécialisé, lui aussi, dans la papeterie industrielle, et filiale de la holding Sequana Capital.
Depuis 2014, le groupe actuel propriétaire de la papeterie cherche à vendre cette entreprise, à la suite de nombreuses difficultés financières.

#### Les établissements Charvet
À l'origine, les Établissements Paul Charvet, distributeur d'équipement de matériel de cuisines pour professionnels, s'établissent à Charavines en 1954. Dans sa page de présentation, l'entreprise rachetée par la SOFILAC en 1995, revendique son implantation dans « un territoire protégé, au milieu d’une commune rurale ». L'entreprise revendique un effectif moyen de 135 employés.

### Activités touristiques

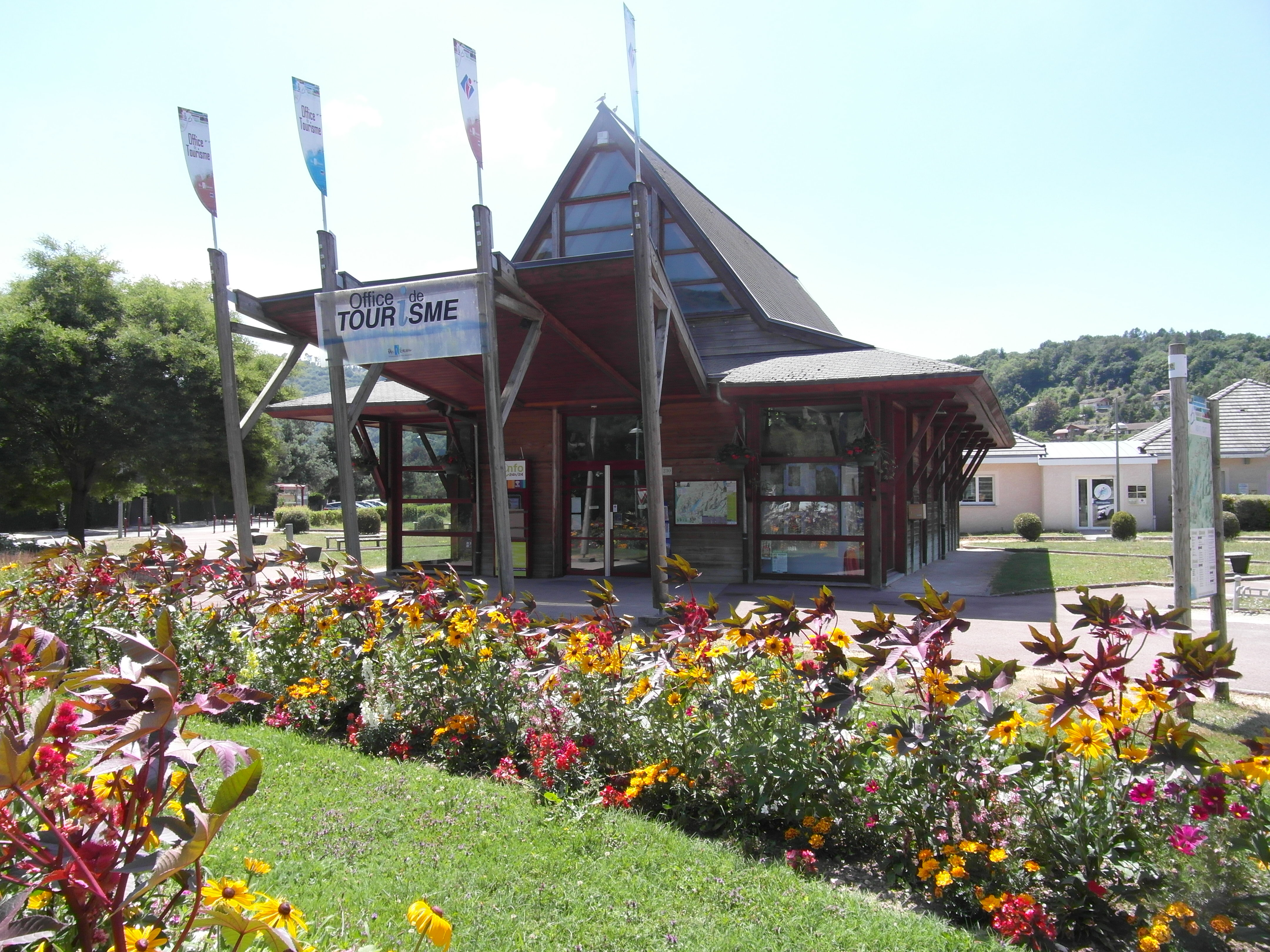
Antenne de l'office de Tourisme du pays voironnais à Charavines

L'office du tourisme du Pays Voironnais possède une annexe à Charavines, dénommé « Bureau d'accueil du Lac de Paladru », située non loin de la plage publique.

#### Hébergements
Au niveau de l'hébergement touristique, la commune compte, en 2018, trois hôtels dont un hôtel deux étoiles et deux hôtels non classé pour une capacité totale de 33 lits, mais également deux campings, dont un camping trois étoiles et un camping non classé, pour une capacité totale de 100 emplacements. La commune comprend également un village de vacances de 60 places.

## Culture locale et patrimoine

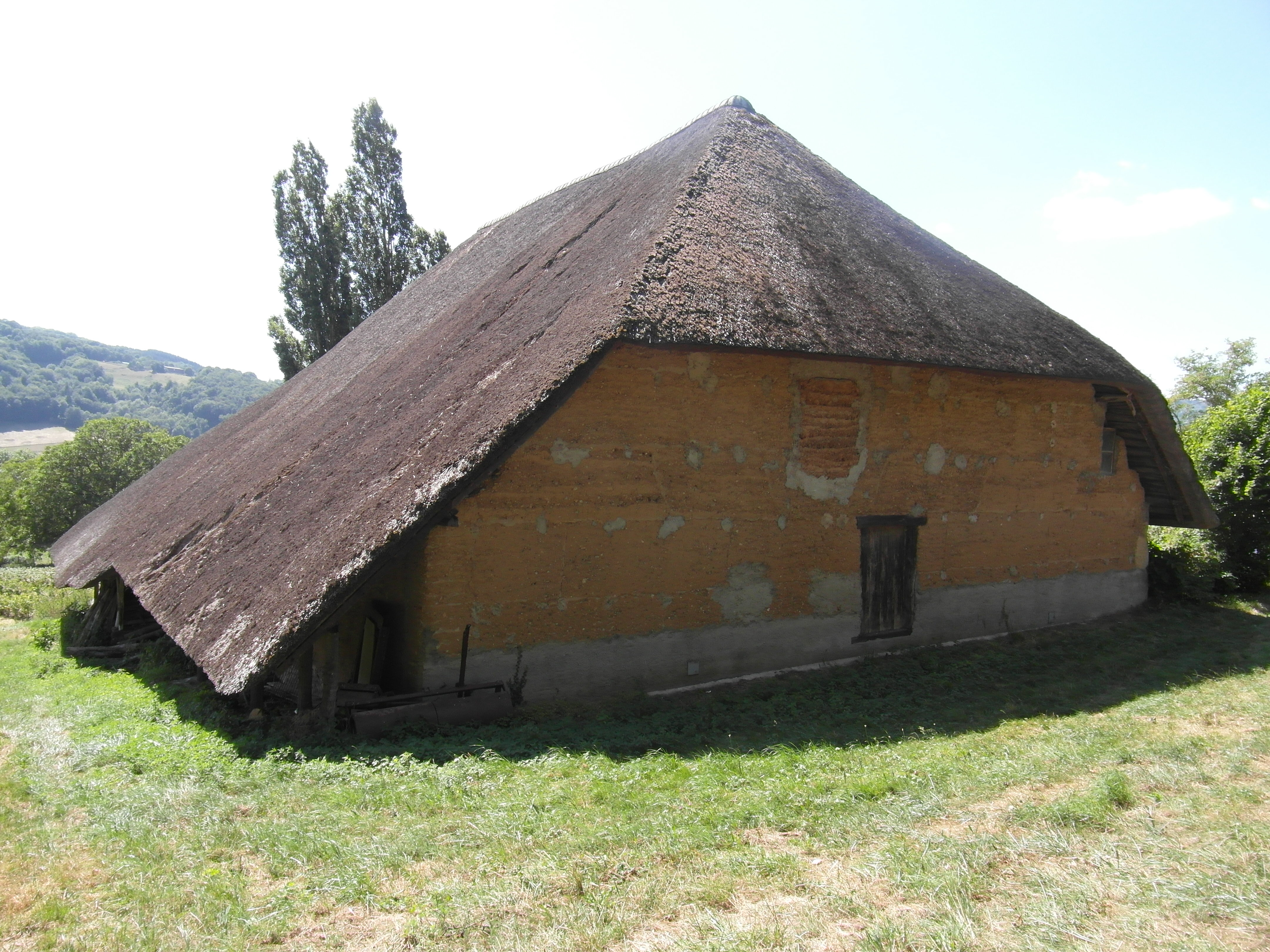
Grange de Louisias à Charavines

### Lieux et monuments
- la grange de Louisias :

Situé au lieu-dit éponyme, la grange de Louisias daterait, selon le site du ministère de la culture du XVIIe siècle fait l'objet d'un classement au titre des monuments historiques par arrêté du 22 mai 1986. Il s'agit d'une grange en pisé au toit de chaume.
Cette grange est située sur la route de Clermont et reste très remarquable par son toit imposant à deux pans et deux croupes, entièrement couvert de chaume de roseau.
- l'ancienne école de Charavines

Grand bâtiment, situé au centre du bourg.
- l'église Saint-Pierre

Église datant de la fin du XIXe siècle, situé au centre du bourg.
- la chapelle Saint-Joseph du hameau du Guillermet

Situé dans le hameau du Guillermet et datant de 1949, cette chapelle dite des « travailleurs » est une ancienne grange aménagée en lieu de culte à l'intention des habitants du hameau mais aussi des travailleurs des usines de la vallée de la Fure. Celle-ci est toujours en activité.

Quelques vues de bâtiments Charavinois
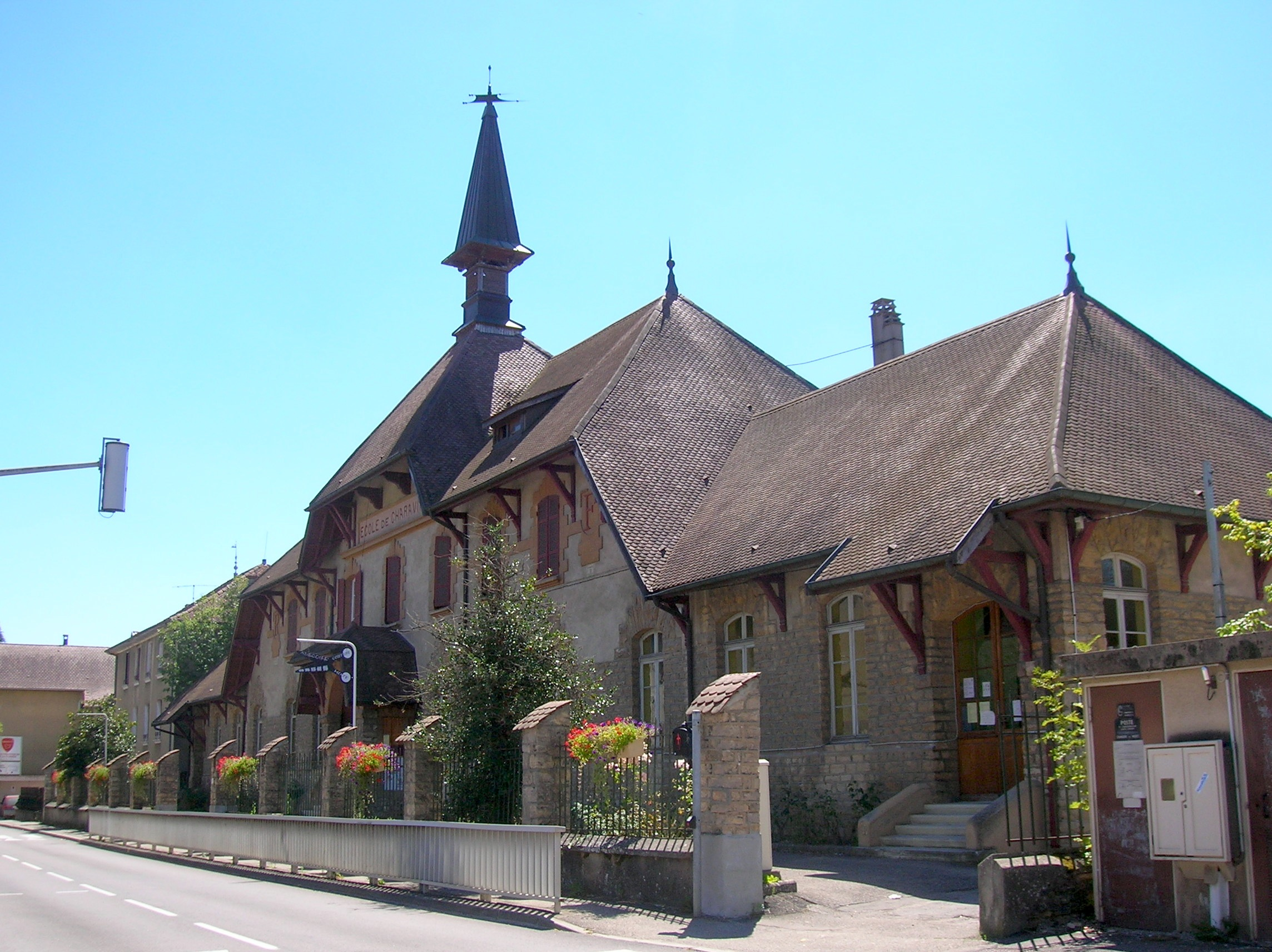
Les anciennes écoles.
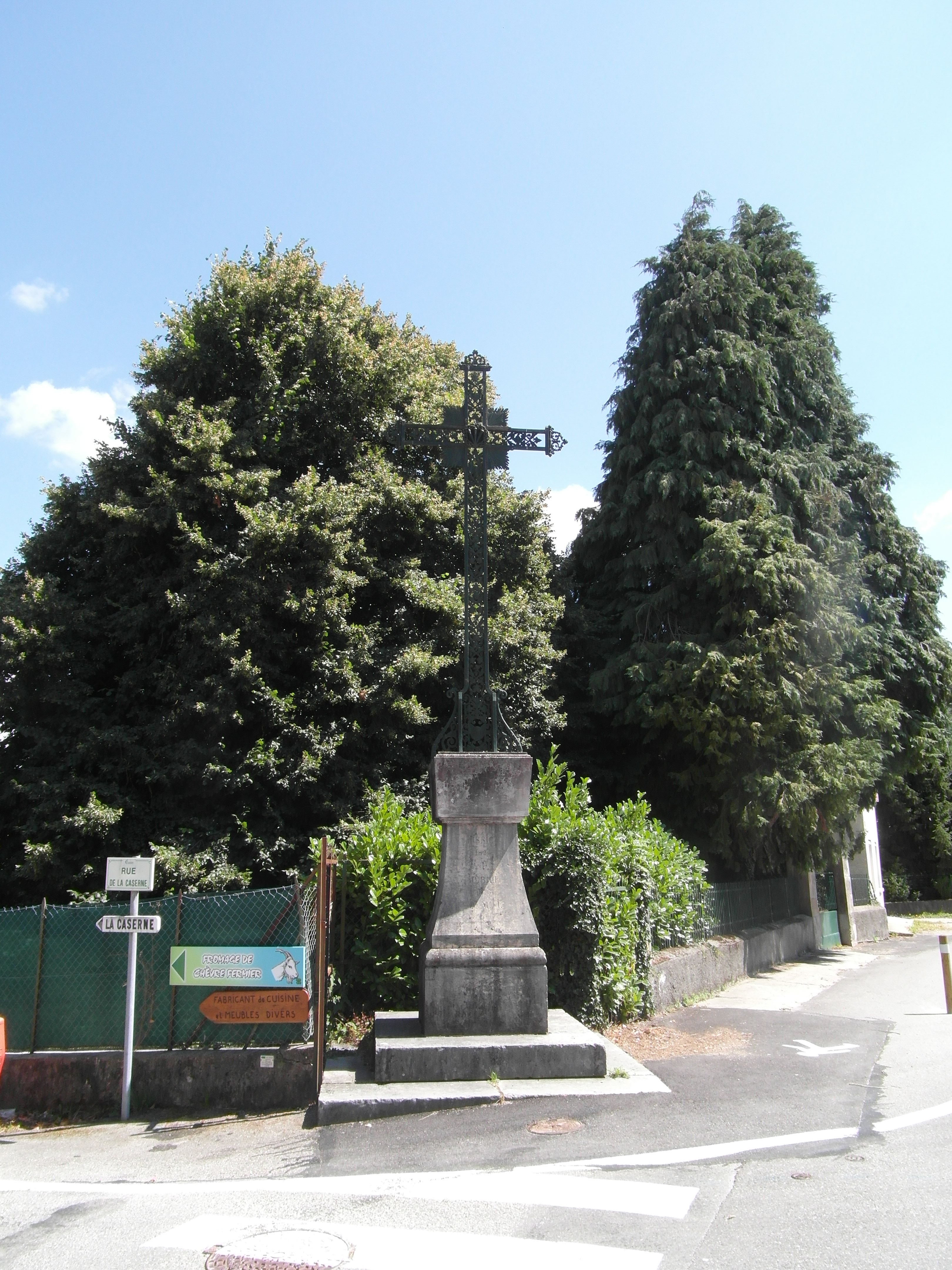
Croix de route.
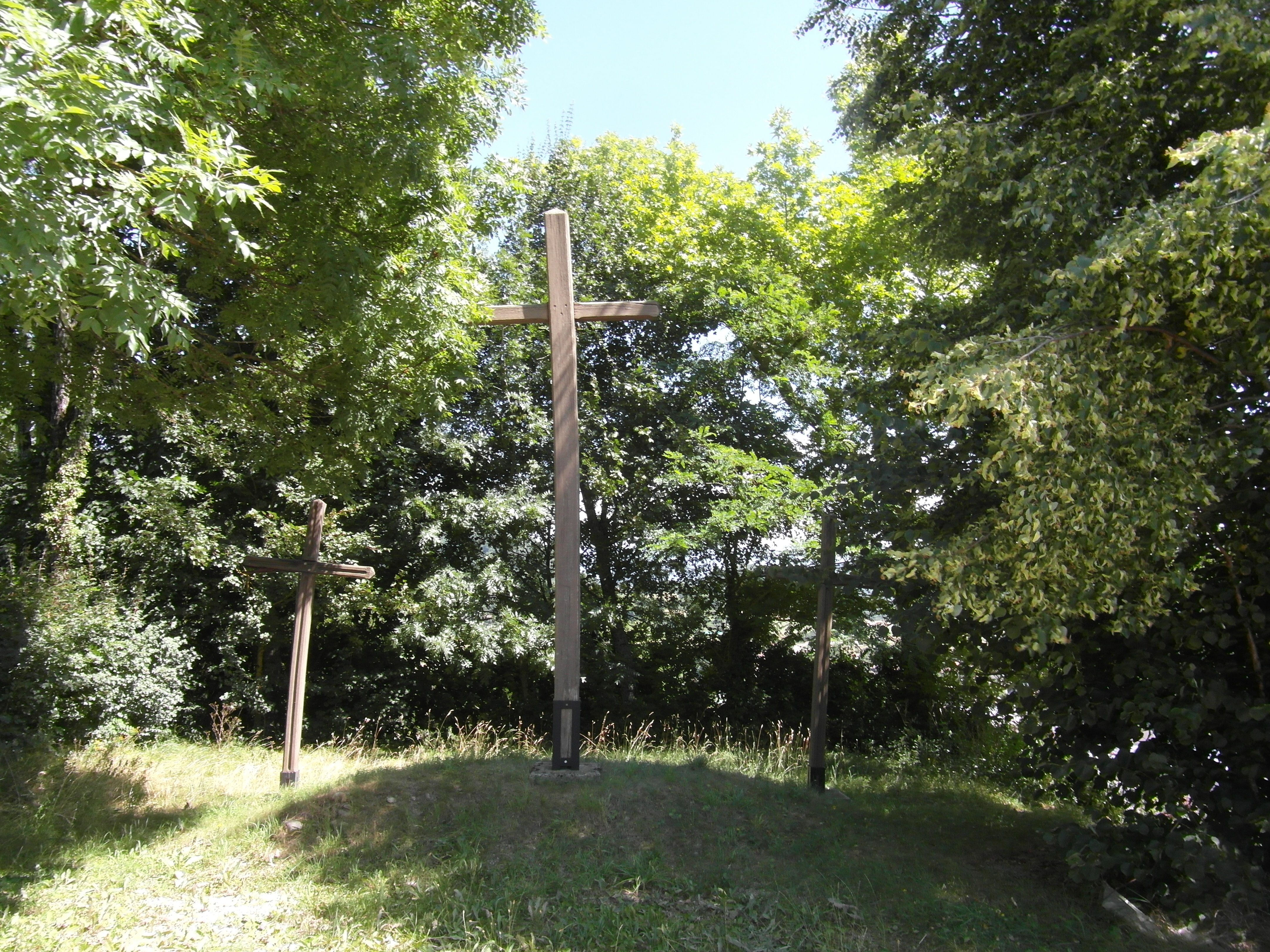
Calvaire de Charavines
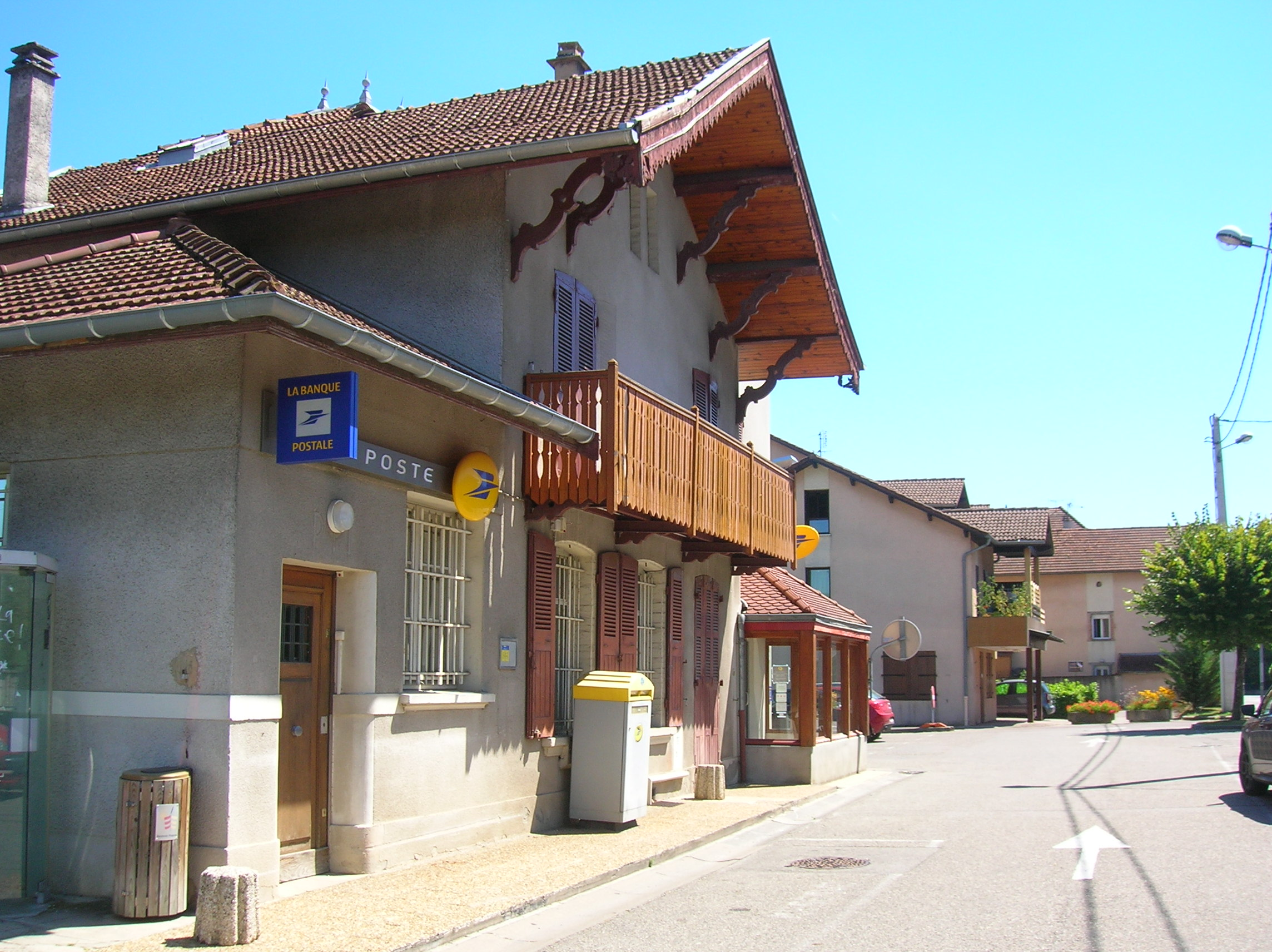
Poste de Charavines
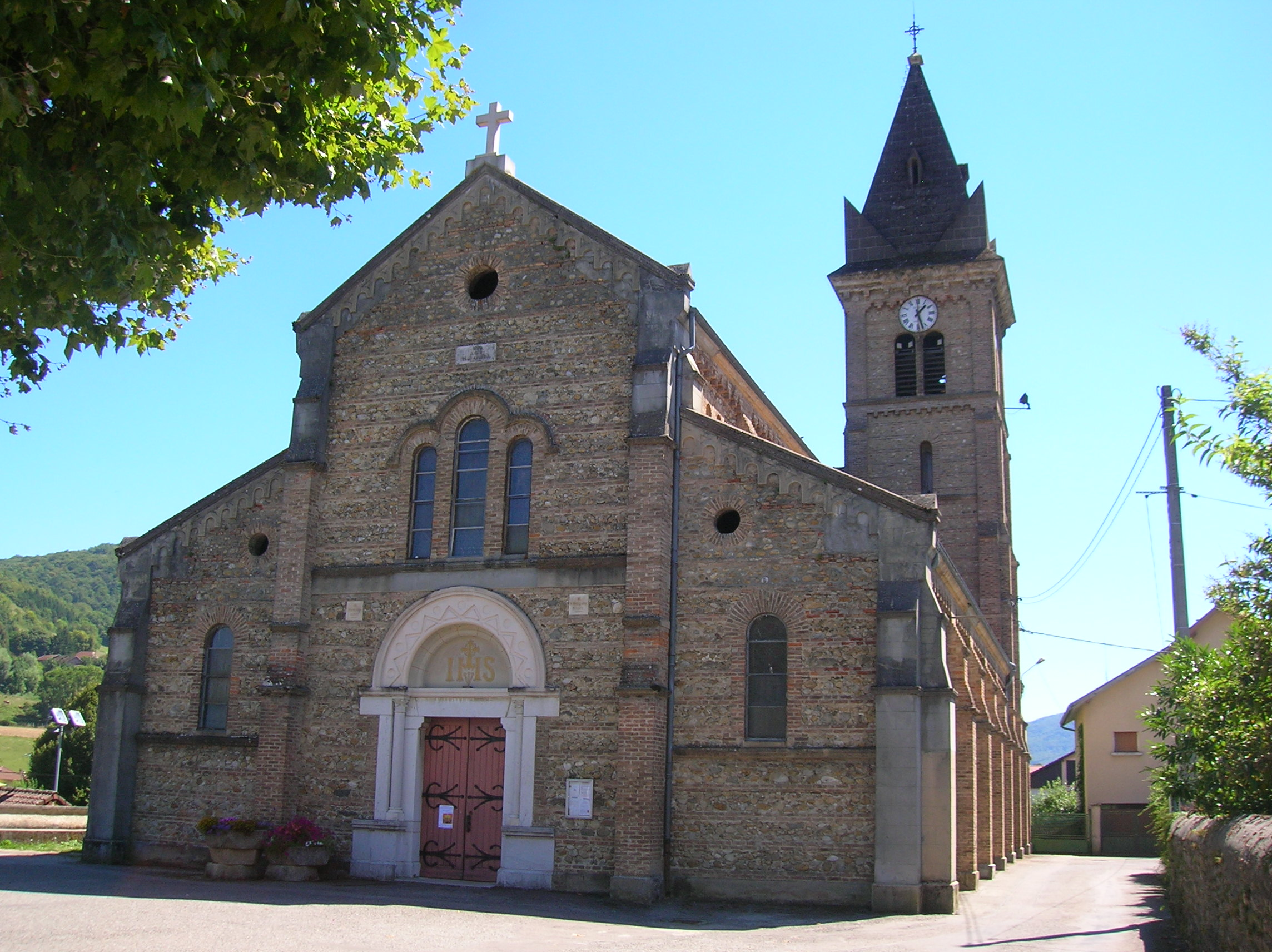
L'église Saint-Pierre.
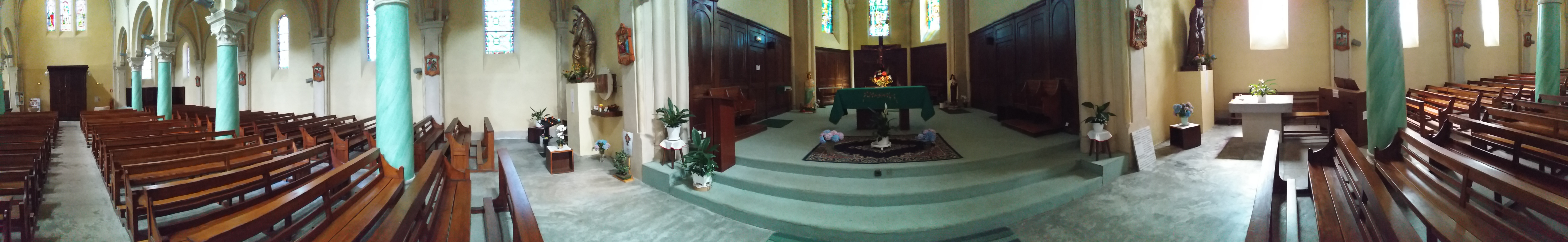
Vue panoramique de l'intérieur de l'église Saint-Pierre de Charavines.

### Patrimoine culturel
Le musée archéologique de Charavines a fermé définitivement ses portes au grand public en janvier 2018. Celui-ci exposait de nombreux objets datant de deux époques différentes qui sont le reflet de l'histoire du lac, le néolithique et l’an mil, la plupart ayant été découvert sur le secteur de Charavines. Un nouveau musée archéologique a été construit à Paladru (commune des Villages du Lac de Paladru). La pose de la première pierre s'est déroulée le 15 juin 2019 et son ouverture officielle au public a eu lieu le 7 juin 2022.

### Patrimoine naturel

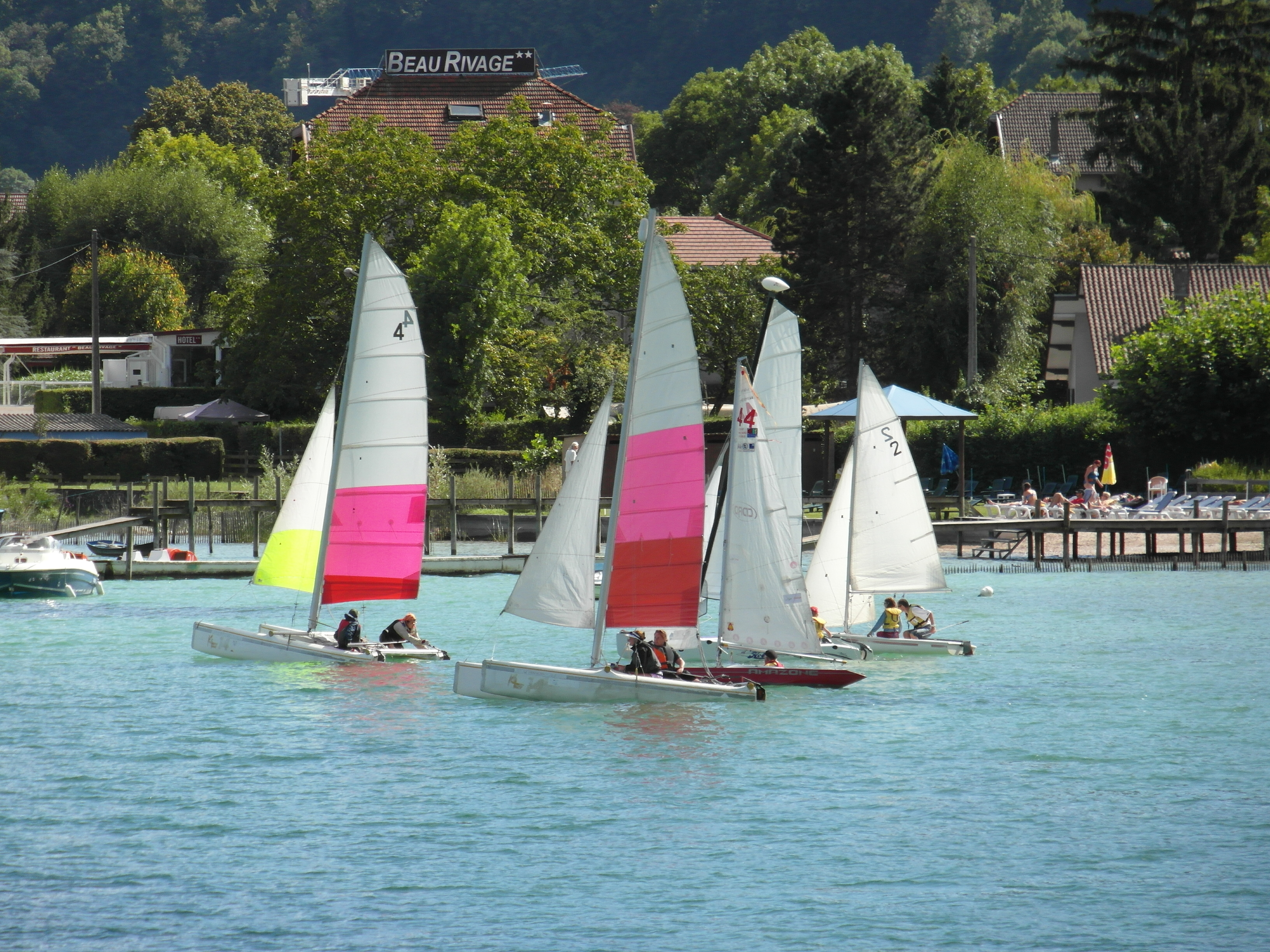
Régate entre amateurs sur le lac de Paladru devant la plage de Charavines

Le lac de Paladru est la principale ressource touristique de Charavines avec des plages communes et payantes.
L'association locale des ayants droit de Colletière gère les activités d'entretien au niveau local qui se divisent en trois grandes missions :
1. l'approvisionnement du Lac en poissons grâce à sa pisciculture
2. le nettoyage des berges de Colletière et entretien des roselières et plantation de frayères pour le fraie des poissons.
3. le maintien des droits des habitants de Colletière.

### Héraldique
|  | Charavines possède des armoiries dont l'origine et le blasonnement exact ne sont pas disponibles. |

### Au cinéma
- 1997 On connaît la chanson

Camille, l'un des personnages du film d'Alain Resnais, interprété par Agnès Jaoui, prépare une thèse sur Les Chevaliers paysans de l'An Mil au lac de Paladru, inspirée du livre : « Chevaliers paysans de l'an mil au lac de Paladru », publié en 1993 par Michel Colardelle et Éric Verdelle.